# فوساكو شيغينوبو
فوساكا شيغينوبو (重信 房子 شيغينوبو فوساكا، ولدت في 28 أيلول عام 1945م) ناشطة يسارية والزعيمة السابقة والمؤسسة للجماعة التي حُلت لاحقاً والمعروفة بالجيش الأحمر الياباني (جي أر أي). تولت القيادة منذ 1971م منذ ان ألتقت أعضاء الجبهة الشعبية لتحرير فلسطين وأرست قاعدة للجيش في لبنان، حيث قدرت قواته في الشرق الأوسط بأربعين مقاتل. تخلى الجيش عن قاعدته التقليدية في لبنان عام 1993م.

## حياتها المبكرة
ولدت فوساكا في 28 أيلول عام 1945م في ضاحية ساتاجايا، طوكيو، الثانية من أربعة أشقاء. بعد إنهاء دراسة الثانوية، ذهبت للعمل في مصنع ومؤسسة كيكومان لإنتاج صلصة الصويا بدوام جزئي، في نفس الوقت كانت تدرس في الكلية دورات ليلية في جامعة ميجي.
كان والدها مدرساً في مدرسة من نوع مدارس التيراكويا «مدارس أطفال المعابد» (寺 子 屋) مفتوحة لأطفال القرى الفقراء في منطقة كيوشو جنوب اليابان بعد الحرب العالمية الأولى. وأصبح في وقت لاحق رائداً في الجيش الإمبراطوري الياباني والذي ارسل إلى منطقة منشوريا، والتي كانت تحت السيطرة اليابانية قبل وأثناء الحرب العالمية الثانية. كان لوالدها تأثير كبير عليها بالإضافة إلى ذلك كانت امرأة مثقفة.

## المشاركة في الحركة الطلابية
درست فوساكو شيغينوبو في جامعة ميجي وحصلت على درجة البكالوريوس في الاقتصاد السياسي ودرجة البكالوريوس في التاريخ. انضمت إلى الحركة الطلابية احتجاجا على زيادة الرسوم الدراسية، وهذا ما جعلها وأدى بها أن تكون ناشطة في الحركة اليسارية الطلابية في الستينيات، ثم ترقت في صفوف الحركة الطلابية حتى أصبحت واحدة من كبار القادة.

## الجيش الأحمر الياباني
في فبراير عام 1971، سافرت هي وتسويوشي أوكودايرا إلى الشرق الأوسط لإجراء اتصالات دولية لفصيل الجيش الأحمر الياباني. لكن، سرعان ما انقسمت عن فصيل الجيش الأحمر في اليابان بسبب المسافة الجغرافية والأيديولوجية، كذلك بسبب صراع شخصي مع الزعيم الجديد، تسونيو موري. فقد قررت جماعة الجيش الأحمر في اليابان أن ترتبط مع الحزب الشيوعي الياباني ذو التوجة الماوي الثوري اليساري لتشكيل الجيش الأحمر المتحد. عند سماعها لتلك الأنباء ولحملة التطهير الداخلية التي أتخذها الجيش الأحمر المتحد في شتاء عامي 1971-1972م، أصابها الحزن والصدمة وكتبت هي وأوكودايرا «حبي.. ثورتي (わが愛わが革命)» كرد لتلك الأنباء.
بقيت في الشرق الأوسط لأكثر من 30 عاماً. كانت مشاركتها جزء من التضامن الثوري الدولي، والتي كان لها فكرة أن الحركات الثورية يجب أن تتعاون مما سيؤدي في نهاية المطاف إلى ثورة اشتراكية عالمية. وفي نهاية المطاف أصبح الجيش الأحمر الياباني مجموعة مستقلة عن جبهة التحرير. ذكرت في عديد من كتبها أن «هدفها كان تعزيز التحالف الثوري الدولي ضد امبرياليي العالم».
كانت لبنان وجهة لها، وكان دعم القضية الفلسطينية من أهم أهدافها. ربطتها علاقات بوديع حداد وقيادات الجبهة الشعبية لتحرير فلسطين؛ وعملت في دائرة الإعلام المركزي وفي مجلة الهدف مع غسان كنفاني؛ أنتجت وترجمت أفلام ومواد إعلامية فلسطينية إلى اللغة اليابانية.

## الإعتقال
كانت فوساكا مطلوبة دوليا منذ 1974م بعد عملية احتجاز السفير الفرنسي وعشرة فرنسيين آخرين في هجوم السفارة الفرنسية عام 1974 في لاهاي - هولندا لإجبار فرنسا على إطلاق سراح محتجز من الجيش الأحمر لديها، وتم اعتقالها عام 2000م في أوساكا وهي متخفية تحت اسم مستعار. كان اعتقالها مفاجأة حيث أنها نجحت في التهرب من السلطات اليابانية لاكثر من ثلاثين سنة قبل نوفمبر 2000 شهر اعتقالها.

## المحاكمة
أثناء محاكمتها في نيسان 2001 أعلنت فوساكا تفكيك الجيش الأحمر ولكنها ستواصل نضالها بوسائل قانونية. وفي شباط 2006 أدينت بالاختطاف ومحاولات الاغتيال في هجوم السفارة الفرنسية عام 1974 وحكمت بالسجن 20 سنة.
لدى فوساكا ابنة واحدة اسمها «مي» وهي ابنتها من رجل فلسطيني من أعضاء الجبهة الشعبية لتحرير فلسطين وفي مايو/2001 نشرت كتاب باللغة اليابانية هو عبارة عن رسالة إلى ابنتها بعنوان (قررت ولادتك تحت شجرة التفاح).

## إنتهاء محكوميتها
في 28 مايو 2022، تم إطلاق سراح شيغينوبو من السجن في طوكيو.

## روابط خارجية
- فوساكو شيغينوبو على موقع IMDb (الإنجليزية)
- فوساكو شيغينوبو على موقع قاعدة بيانات الفيلم (الإنجليزية)